# Португалска криза (1383—1385)
Португалска криза између 1383. и 1385. представља период португалске историје између смрти краља Фернанда I и почетка владавине краља Жоаоа I. Овај период је познат као интеррегнум.
У периоду кризе Краљевина Кастиља је озбиљно угрозила независност и опстанак португалске краљевине.

## Почетак кризе
Крај XIV века у Европи карактеристичан је по кризама и сукобима — буктао је Стогодишњи рат, црна смрт је харала континентом, а сиромашни су били изложени гладовању и неправди моћних племића. У свему овоме ни Португалија није била изузетак.
У септембру 1383. године краљ Фернандо I је умро не оставивши мушко потомство за собом. Једини његов потомак је била његова ћерка Беатриз, супруга краља Хуана I од Кастиље.
У априлу 1383. године склопљен је брачни уговор између Португалије и Кастиље. Овим уговором је утврђено да се склопи брак између португалијске принцезе Беатриз и кастиљанског краља Хуана I и да португалијска круна припадне њиховим потомцима. За то време би краљевином владала, као регент, краљица Леонора Талес де Менезез. Склапање овог уговора је изазвало велико незадовољство међу португалијским племићима.
Након смрти краља Фернанда I, Португалија је остала без краља и отпочео је период двогодишњег интеррегнума познатијег као криза (1383—1385).

## Криза

### 1383. година
Краљица Леонора је владала као регент не обазирући се на све веће незадовољство племства, што због брачног уговора из априла 1383. што због њене срамне дворске љубавне афере.
Први потез повукли су побуњени племићи на челу са Жоаом од Авиза. У децембру 1383. убијен је гроф Жоао Фернандез Андеиро, љубавник краљице Леоноре. Атентат је извршила група Жоаових завереника. Након овога Жоао је постао лидер побуњеника и главна сметња краљу Хуану  јер је био претендент на португалски престо.

### 1384. година
Године 1384. краљица Леонора је упутила позив краљу Хуану I од кога је затражила војну помоћ у гушењу побуне. Жоаове присталице су 6. априла поразиле надолазећу кастиљанску војску у бици код Атолеироса. Ова победа је била тактичка и није имала веће значење за побуњенике.
Недуго затим краљ Хуан I је стигао са већом војском и извршио опсаду Лисабона, а кастиљанска флота је блокирала луке на реци Тахо. На овај потез Хуан се одлучио из два разлога: хтео је да онемогући финансијску помоћ побуњеницима од стране богатих лисабонских племића и трговаца као и да обезбеди своје крунисање у Лисабону.
У том периоду Жоао је предао командовање војском генералу Переири. Имајући у виду традиционални савез између Кастиље и Француске, одлучио се да у Енглезима пронађе савезнике и да од њих затражи помоћ. Склапањем ових савезништва Стогодишњи рат се пренео и на Пиринејско полуострво.
Герилски ратовање генерала Переире довео је до несташице хране у кастиљанској војсци код Лисабона. Кастиљанске трупе су биле погођене кугом и 3. септембра Хуан I прекида опсаду Лисабона и повлачи своје трупе у Кастиљу.

### 1385. година
Након повлачења кастиљанских трупа, побуњеници почињу низ неефикасних напада на прокастиљанске градове и племиће. У том периду стиже војна помоћ из Енглеске која се састојала од 600 енглеских стрелаца који су били прекаљени војници на многим бојиштима стогодишњег рата.
Кортес 6. априла заседа у Коимбри и признаје Жоаоа као јединог легитимног краља Португалије. Након овог потеза Хуан  предводи нови војни поход на Португалију. Његова војска заједно са француском коњицом бројала је 31.000 војника. Војске су се сукобиле код Алжубароте, где је малобројна португалијска војска извојевала велику победу. Након пораза, Хуан I се повлачи а прокастиљански племићи признају Жоаоа за легитимног краља.

## Крај кризе
Након пораза код Алжубароте Хуан I је признао Жоаоа за легитимног краља Португалије. Примирје је постигнуто 1387. године, које је трајало све до 1411. године када је Кастиља званично признала независност Португалије.